# Hugo Goetz
Hugo Louis Goetz (* 18. Oktober 1884 in Chicago; † 4. April 1972 in Foley) war ein US-amerikanischer Schwimmer.

## Karriere
Goetz nahm 1904 an den Olympischen Spielen in St. Louis teil. Mit seiner Mannschaft der Chicago Athletic Association gewann er im Staffelwettbewerb über 4 × 50 Yards Freistil Silber.